# オンリーメルセデス
オンリーメルセデス（Only Mercedes）は、日本の自動車雑誌である。略称はオンメル。
株式会社イリオス（大阪市福島区）によって編集され、交通タイムス社（東京都文京区）から出版されている月刊雑誌。株式会社イリオスと交通タイムス社の両社は、いずれも株式会社トップステージ（株式会社イリオスと同所）の関連会社である。創刊は、1998年6月26日であり、メルセデス・ベンツの乗用車に関する話題や情報を掲載している。発売日は毎奇数月1日で、一冊定価は1200円（2013年5月現在）、編集長は吉坂直樹（同）。